# Hypena purpurascens
Hypena purpurascens är en fjärilsart som beskrevs av Barend J. Lempke 1949. Hypena purpurascens ingår i släktet Hypena och familjen nattflyn. Inga underarter finns listade i Catalogue of Life.